# 自動裝彈機

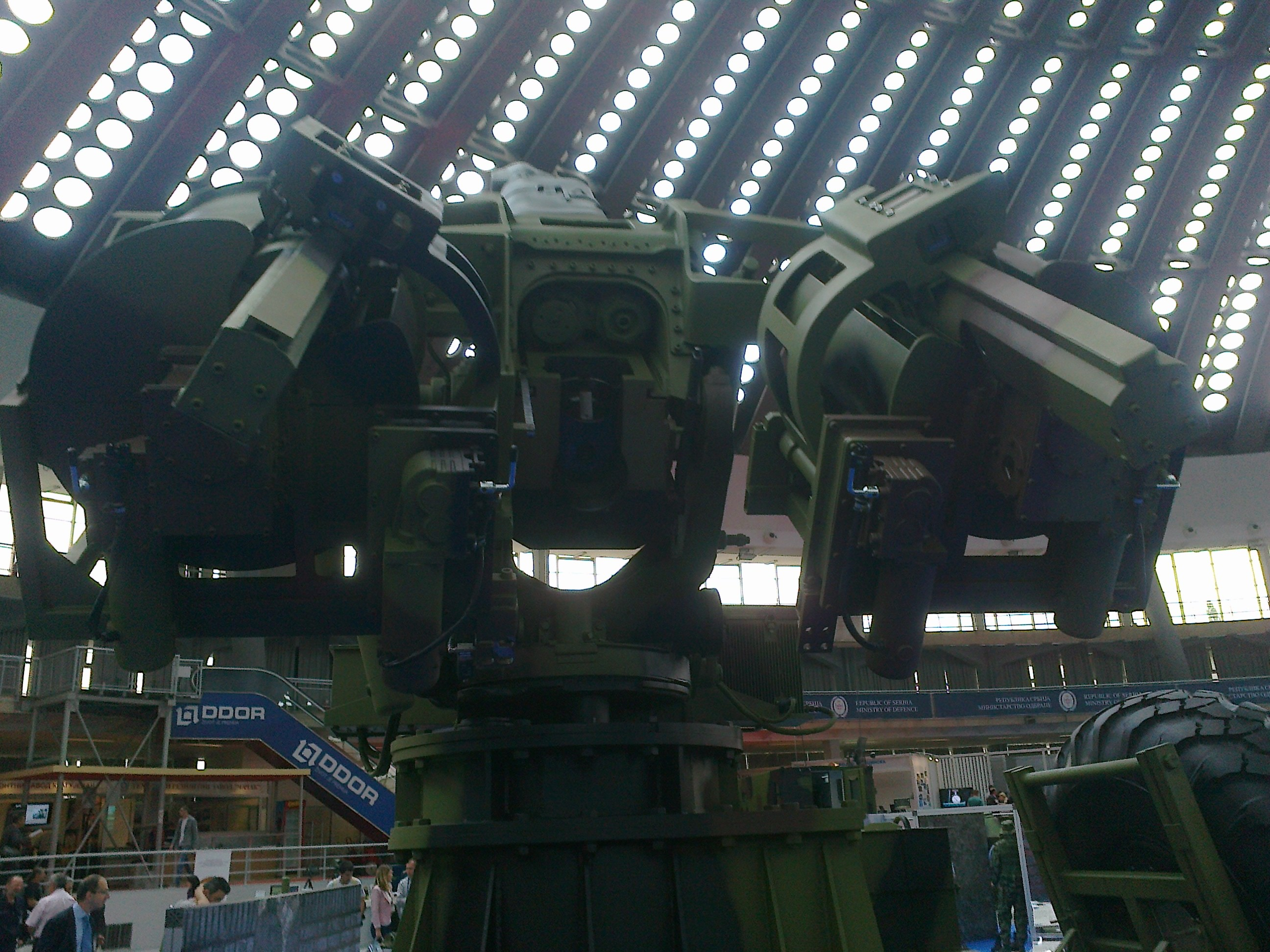
SORA 122mm自動裝彈機

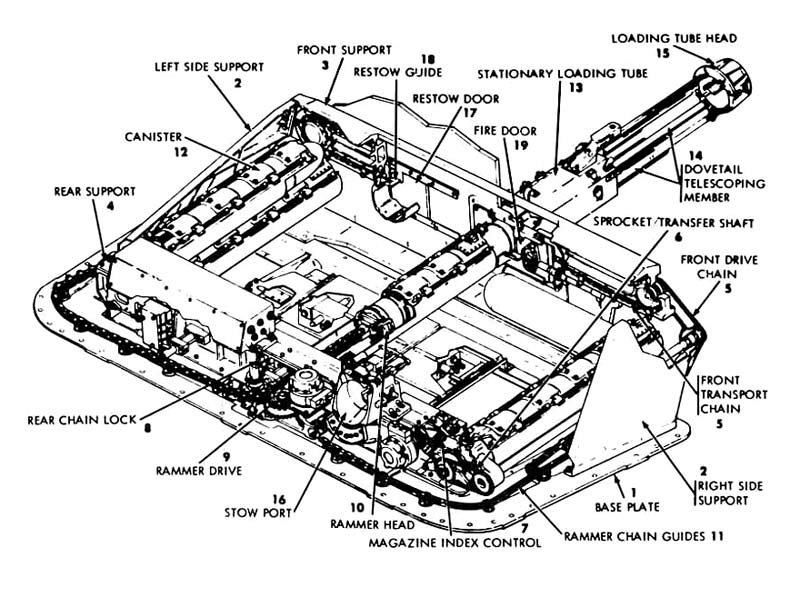
MBT-70戰車的自動裝彈設計

自動裝彈機（Autoloader），是現代较大口径火炮的自動裝填裝置，以弥补人力搬運裝填砲彈的體力負擔和時間耽誤，通常自動裝彈機本身可以儲存一定數量的砲彈，待打完後再以人力裝填。
之所以强调较大口径，是因为中小口径的炮弹重量轻、体积小，不必费事专门去设计一款装弹机，直接套用轻武器的弹夹条或弹链供弹原理即可。一般不把这种实现自动装填的部件列入自动装弹机的范畴。例如博福斯40毫米高射炮，使用的是预装若干枚炮弹的桥夹。

## 優點
- 可以減少裝填手的人員配置，並排除人為錯誤因素。
- 加快發射，單位時間內連發越多發則命中概率越高。
- 由于火炮的口径日益增大，弹药重量随之增加，应用自动装弹机可减少乘员体能消耗。

## 缺點
- 自動裝彈機有眾多移動機件，在戰場上零件更換與排除故障不易，可靠度有疑問。[1]
- 在戰車中車內空間有限，裝彈機佔用許多空間，例如90式的裝彈口被排擠在車外，人員必須停車到車外進行長時間的裝彈或排除故障，在戰場環境有所不便。
- 自動裝彈機也有安全上的顧慮，由於有不少移動機件，可能導致乘員受傷；而且填彈機並不會了解在軌道上的是炮彈還是其它東西，稍有不慎後果十分嚴重 。

## 類型

### 艦砲
19世紀末到二戰結束的戰列艦、戰列巡洋艦與巡洋艦，艦上的大口徑火砲都有以滑輪運作的自動裝填系統。而美國的愛荷華級戰艦，其裝填系統則是砲彈與火藥包分離，先將砲彈上膛再將火藥包上膛，而火藥包則是當作砲彈的底火使用，藉由砲手觸發撞針引爆底火以射出砲彈。

### 高射砲
高射炮的自動裝彈機之運作原理與坦克相似。

### 戰車砲
近年來俄羅斯、中华人民共和国、法國、日本、南韓、烏克蘭所生產的坦克，都有安裝機械化的自動裝填系統，一方面減少人員配置，另一方面可以藉由自動裝填機的輸送帶將笨重的砲彈順利上膛；而俄製坦克的主砲可以發射反戰車飛彈，通常會與自動裝彈機一同運作。相較之下，美國與北約的坦克較少使用自動裝彈機，第一種西方戰車使用自動裝彈的是瑞典S型戰車，因為採用了無砲塔的類似驅逐戰車設計，而能以較簡易結構就達成自動裝彈的目标。

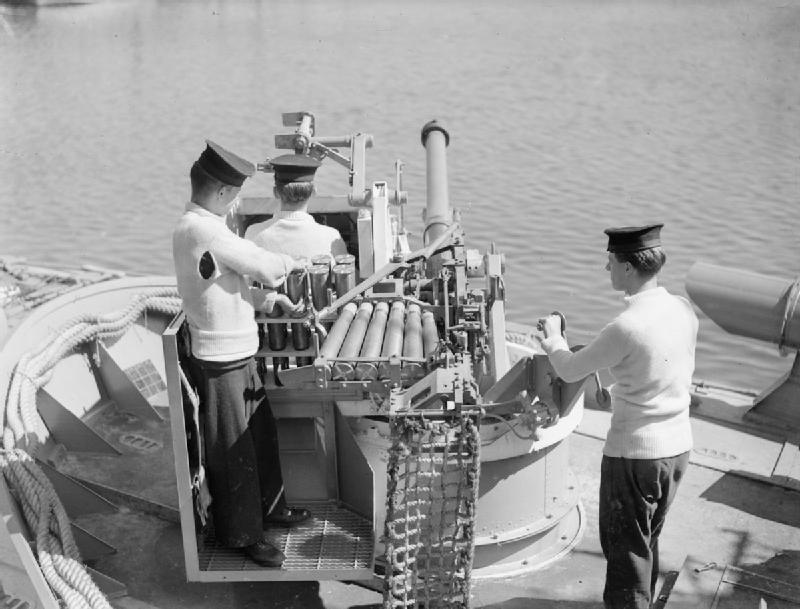
二戰的半自動裝彈艦砲

### 要塞砲
二戰初期的馬其諾防線上，法軍在亞爾薩斯與洛林與德國接壤的邊界上築起了長城般的砲塔陣列，而砲塔基座藏有地下化的自動裝彈機。

### 自走砲
自走砲的自動裝彈機之運作原理與坦克相似，然而自走砲的砲彈口徑大，砲彈更為笨重，故對自動裝彈機的需求較高。

### 火箭弹与飛彈
通常見於多管火箭炮發射車，一輛發射車可搭在十幾二十枚不等的火箭彈，只要一車的火箭彈打光以後，多管火箭的發射匣也有從後方自動裝填下一波發射的火箭彈之自動裝填系統。不过在多数情况下，自动装弹机指多管火炮上的装置。
另外在某些軍艦上，會設置飛彈發射箱或發射臂，並可在裝填時與後方備彈艙的自動裝填機一起運作，如美國製RIM-66飛彈（標準一型）、阿斯洛克反潛飛彈（ASROC）及魚叉飛彈。